# Sekondi-Takoradi
Sekondi-Takoradi es la capital de la Asamblea Metropolitana y la Región Oeste de Ghana. Es la cuarta ciudad en número de habitantes del país y un centro industrial y comercial importante.
Las principales industrias son de madera, contrachapado, cigarrillos, astilleros navales y reparación de maquinaria de ferrocarril. Se encuentra en la línea férrea que lleva a Acra y Kumasi.

## Historia
Sekondi, mayor y más antigua, prosperaba en 1903 gracias a la estación de ferrocarril que exportaba los recursos minerales y madereros del interior rural. Además, tenía un importante puerto marino de aguas profundas ya en 1928, el primero del país. Durante la Segunda Guerra Mundial, la base aérea de Takoradi fue un importante punto de aterrizaje para las tropas británicas y la ciudad creció. En 1946 las dos ciudades se unieron.

## Equipamiento educativo

Estadio de Sekondi-Takoradi.

Takoradi tiene un centro técnico de formación bien equipado, el Takoradi Techical Institue, TTI donde 1.400 estudiantes cursan en dos turnos asistidos por el gobierno alemán a través de GTZ/GOPA. El TTI alberga un Fab Lab equipado por el Massachusetts Institute of Technology, que es el primero de este tipo en África.
Además, cuenta con un politécnico y renovadas escuelas secundarias, como laGhana Secondary Technical School, la Adiembra Secondary School y otras. Con el tiempo ha conseguido ser un polo de atracción de investigadores e ingenieros de minas, ya que se encuentra cerca de las ciudades mineras del oeste de Ghana.

## Turismo
Cuenta con gran cantidad de playas que atraen a turistas de todo el mundo. En su estadio se celebraron partidos de la Copa Africana de Naciones 2008.

## Ciudades hermanadas
- Boston, Massachusetts - EUA
- Oakland, California - EUA
- Plymouth, Devon - Inglaterra

## Equipamiento social
Mercy Foundation International tiene una sede aquí, se trata de una organización que trabaja con niños vulnerables y de la calle. Ha abierto un cibercafé y centro de formación en informática para ayudar a estos niños en el aprendizaje.